# رمضان مبروك أبو العلمين حمودة (فلم)
رمضان مبروك أبو العلمين حمودة فيلم كوميدي مصري. لمحمد هنيدي، من تأليف يوسف معاطي، وإخراج وائل إحسان، وإنتاج شركة جود نيوز فور فيلمز، عُرض الفيلم للمرة الأولي في العام 2008. وقصته مقتبسة من الفيلم الألماني الملاك الأزرق.

## القصة
يدور الفيلم حول رمضان مبروك أبو العلمين حمودة وهو مدرس في بلد ريفي تسمى ميت بدر حلاوة، ويخشاه الجميع لأنه مثال للحزم و الانضباط، رمضان تضطره الظروف أن يعمل مدرسًا في مدرسة خاصة بها أبناء كبار المسئولين ويعلم ان جميع الطلبة في المدرسة الخاصة متعلقين بحب مطربة شهيرة، فيقرر أن يبعدهم عنها ليقع هو في حبها.

## الممثلين
- محمد هنيدي : المدرس رمضان مبروك أبو العلمين حمودة
- سيرين عبد النور : المطربة نجلاء وجدي
- ليلى طاهر : والدة رمضان
- عزت أبو عوف : وزير التربية والتعليم
- ضياء الميرغني : ناظر المدرسة التي كان يعمل بها رمضان
- محمد شرف : مساعد وسكرتير نجلاء وجدي
- لطفي لبيب : مدير مدرسة ثانوية خاصة
- مظهر أبو النجا : سليمان - والد تهاني
- يوسف عيد : وكيل المدرسة التي كان يعمل بها رمضان
- إدوارد : فريد - مدرس علوم
- محمد الصاوي : مدير مكتب وزير التعليم
- جمال إسماعيل : عم طه
- حسن عبد الفتاح : عيساوي
- طارق الإبياري : امير - طالب في المدرسة
- أمير المصري : رمزي ابن وزير التربية والتعليم
- عمر مصطفى متولي: شهاب - طالب في المدرسة
- إيمان السيد : تفيدة
- رانيا الخطيب : تهاني

## روابط خارجية
- مقالات تستعمل روابط فنية بلا صلة مع ويكي بيانات